# Horunefer
Horunefer, znan tudi kot Hurganofor, Haronofris, Harmahis, Hirgonafor, Hervenefer in Horvenefer, je bil Egipčan iz Gornjega Egipta, verjetno nubijskega porekla, ki je vladal v Gornjem Egiptu od leta 205 pr. n. št., ki je na egipčanski prestol prišel Ptolemaj IV. Filopator. Horunefer ni dokumentiran na nobenem spomeniku. Isto velja tudi za njegovega naslednika Ankmakisa, čeprav sta do leta 186 pr. n. št. vladala v velikem delu Egipta. Obseg njegovega vpliva dokazuje grafit z njegovim grškim imenom Hirgonafor iz leta 201 pr. n. št. na zidu pogrebnega templja Setija I. v Abidosu,  * ni znano, † verjetno pred 197 pr. n. št.
Abidoški grafit je eden od redkih ohranjenih primarnih dokumentov z njegovim imenom. Napisan je v egipčanščini z grškim  alfabetom in kot tak najstarejši dokaz razvoja pisave, ki se je končal s koptskim alfabetom in zamenjal izvirno egipčansko demotsko pisavo.